# Старооскольское водохранилище
Старооско́льское водохрани́лище — водохранилище на реке Оскол, крупнейшем притоке Северского Донца и его притоках – реках Герасим и Апочка, в Белгородской и Курской областях.

## История
До образования водохранилища река Оскол делилась на три рукава в районе села Бараново и соединялась перед городом Старый Оскол.
Создано в 1976 году, строительство велось с 1970 года когда, на основании распоряжения Совета Министров РСФСР от 4 февраля 1970 г. N 179-р, произошло изъятие земельных участков сельскохозяйственного назначения у окрестных колхозов и совхозов, общей площадью более 3 тыс. га и передано Лебединскому горно-обогатительному комбинату под строительство водохранилища для своих нужд. Большая часть земель была затоплена вместе с существовавшими на ней сенокосами, огородами и домами, была построена бетонная водосливная плотина, а также земляная плотина. На месте водохранилища были расположены сёла Жуково, Красные Кусты, Луги, в 1974 году эти сёла были снесены, а жители переселены в село Федосеевка. Также на территории располагались сёла Герасимово и Проворот.

## Технические характеристики
Нормальный подпорный уровень (НПУ) 140,5 м. Полный объём при НПУ 203 млн м³, полезный — 184 млн м³, площадь водного зеркала 40,9 км², длина водохранилища 18 км, максимальная ширина — 3,5 км, максимальная глубина — 13,5 м. Площадь мелководий до 2 м — 7,4 км². Протяжённость береговой линии 60 км. Площадь затопленных земель 30,6 км². Площадь водосбора в створе гидроузла 1470 км². Средний сток в створе гидроузла за год — 209 млн м³, за половодье — 136 млн м³. Максимальная расчётная высота волны 2,5 м. Старооскольское водохранилище — крупнейшее водохранилище Курской и Белгородской областей по полному и полезному объёму.
Источники питания водохранилища — дождевое, снеговое и грунтовое.

## Ихтиофауна
В водоеме встречаются: густера, плотва, лещ, уклейка, окунь, краснопёрка, ёрш, карась, судак, сазан, щука, линь; инвазивные виды: серебряный карась и бычёк-песочник; и некоторые другие. Всего 27 видов рыб.

## Предназначение
Целевое назначение — рыбное хозяйство и водоснабжение. Основным предназначением водоема является обеспечение водой для производственных целей промышленных предприятий региона, орошение и полив сельскохозяйственных земель. Основные водопользователи — Лебединский горно-обогатительный комбинат и спиртзавод ОАО «Бекетовский». После усовершенствования технологии оборота воды на Лебединском ГОКе сильно сократилось потребления воды из водохранилища, забор воды в основном производится для компенсации потерь на испарение и фильтрацию с хвостохранилища. На водохранилище развито любительское рыболовство, промысловый лов не ведется.
Кроме того, Старооскольское водохранилище — это место для культурного и спортивного отдыха местных жителей и туристов. По берегам водохранилища расположены базы отдыха, профилактории и санатории, есть рыбацкий стан, а также дом рыбака и охотника. На водоеме возможны все известные виды рыбалки, регулярно проводятся городские соревнования и фестивали рыбалки. На берегах водохранилища в разные годы проводился фестиваль поэзии и авторской песни «Оскольская Лира».
Помимо этого, водохранилище осуществляет регулируемые попуски в нижний бьеф в качестве компенсации расположенному в низовьях реки Оскол Оскольскому водохранилищу в объеме не менее 60 миллионов кубометров.